# 10937 Ferris
10937 Ferris este un asteroid din centura principală de asteroizi.

## Descriere
10937 Ferris este un asteroid din centura principală de asteroizi. A fost descoperit pe 27 august 1998 la Stația Anderson Mesa în cadrul programului LONEOS. El prezintă o orbită caracterizată de o semiaxă mare de 3,22 ua, o excentricitate de 0,03 și o înclinație de 4,7° în raport cu ecliptica.